# Barachois Brook
Barachois Brook is een plaats en local service district in de Canadese provincie Newfoundland en Labrador. Het dorp bevindt zich aan de westkust van het eiland Newfoundland.

## Geschiedenis
In 1983 kreeg Barachois Brook voor het eerst beperkt lokaal bestuur doordat de plaats een local service district werd.

## Geografie
Barachois Brook is gelegen bij de monding van de rivier Little Barachois Brook in St. George's Bay, de grootste baai in het westen Newfoundland. Het dorp ligt ten noorden van de gemeente St. George's en ten zuiden van de gemeente Stephenville Crossing. De hoofdbaan van Barachois Brook is provinciale route 461.
Aan de noordrand van het dorp bevindt zich Black Bank Beach, een van de zeldzame zandstranden in de provincie.

## Demografie
In 2021 telde de designated place Barachois Brook 74 woningen waarvan er 62 (permanent) bewoond waren. Alle inwoners van het dorp hadden in 2021 het Engels als moedertaal, al waren er ook vijf mensen (4,1%) die het Frans machtig waren.
| Demografische ontwikkeling van Barachois Brook tussen 1991 en 2021 |
| ------------------------------------------------------------------ |
|                                                                    |
| Bron: Statistics Canada (1991–1996, 2001–2006, 2011–2016, 2021)    |